# Günter Wickert
Günter Wickert (* 14. November 1928 in Erfurt; † 7. Oktober 1994 in Illereichen, Altenstadt) war ein deutscher Markt- und Meinungsforscher.
Zunächst studierte er Medizin und Nationalökonomie in Göttingen, Leipzig, Jena, Tübingen, Heidelberg und Basel. Nach dem Tod des Vaters unterbrach er seine Studien, um Geld zur weiteren Finanzierung seiner Studien zu verdienen. Bereits als Student gründete er 1951 das Tübinger Wickert-Institut als Markt- und Meinungsforschungsinstitut, das in den 60er Jahren dann als Institut für wirtschaftliche Zukunftsforschung firmierte. Im Jahre 1951 veröffentlichte er sein erstes Buch, Deutsche Praxis der Markt- und Meinungsforschung.
Wickert und sein Meinungsforschungsinstitut standen unter dem Verdacht, in einigen Fällen Umfragen gefälscht zu haben um gezielt die öffentliche Meinung zu manipulieren. Die Geschäftspraktiken waren mehrfach Gegenstand publizistischer Veröffentlichungen. Der Spiegel warf Wickert in den 1970er und 1980ern mehrfach vor, Umfragedaten zu fälschen, sowie Unwahrheiten über die Anzahl seiner Mitarbeiter und der befragten Personen seiner Umfragen zu verbreiten.

## Veröffentlichungen
- Möglichkeiten der Markt- und Meinungsforschung in der Bundesrepublik + DDR= Deutschland : eine übersichtliche Einführung für den vielbeschäftigten Praktiker, 23. Auflage, Demokrit-Verlag, Tübingen, 1990
- Möglichkeiten moderner Markt- und Meinungsforschung in Werbung und Wirtschaft, 22. Auflage, Demokrit-Verlag, Tübingen, 1980
- Wer ist wer in Werbung und Werbeforschung in Westeuropa?, 3. Auflage, Demokrit-Verlag, Tübingen, 1974